# Ludy austronezyjskie

Migracje ludów austronezyjskich

Ludy austronezyjskie (Austronezyjczycy), właściwie ludy austronezyjskojęzyczne, także ludy malajsko-polinezyjskie – ogólne określenie grup etnicznych posługujących się językami należącymi do rodziny austronezyjskiej.
Prawdopodobnie ich wspólni przodkowie zamieszkiwali kontynentalną część Azji Południowo-Wschodniej i Tajwan. Następnie w kilku falach migracji rozprzestrzenili się, sięgając po Madagaskar na zachodzie i Hawaje i Wyspę Wielkanocną na wschodzie.
Prawdopodobnie odbyło się to pod naporem ludów chińsko-tybetańskich, począwszy od około 2000 p.n.e.